# نیروی هوایی ارتش آزادی‌بخش خلق
نیروی هوایی ارتش آزادی‌بخش خلق چین (به چینی: 中国人民解放军空军) بخش هوایی ارتش آزادی‌بخش خلق چین می‌باشد. این نیرو تا سال ۲۰۲۰ دارای بیش از ۴۰۰٬۰۰۰ نفر پرسنل فعال و بیش از ۳٬۳۷۰ فروند هواگرد نظامی است. نیروی هوایی چین، دارای ۵ شاخهٔ اصلی، شامل شاخهٔ هوانوردی، شاخهٔ موشک‌های هوابه‌هوا، شاخهٔ رادار، شاخهٔ نیروهای هوابرد و شاخهٔ توپ‌های ضدهوایی است.

## تجهیزات
نیروی هوایی ارتش آزادی‌بخش خلق ناوگان بزرگ و متنوعی از بیش از ۳۰۱۰ هواپیما را اداره می‌کند که از این تعداد حدود ۲۱۰۰ هواپیمای جنگی (جنگنده، تهاجمی و بمب‌افکن) هستند. به نوشتهٔ مؤسسه بین‌المللی مطالعات استراتژیک، خلبانان رزمی نیروی هوایی ارتش آزادی‌بخش خلق، به‌طور متوسط ۱۰۰–۱۵۰ ساعت پرواز در سال انجام می‌دهند.

### تجهیزات فعلی

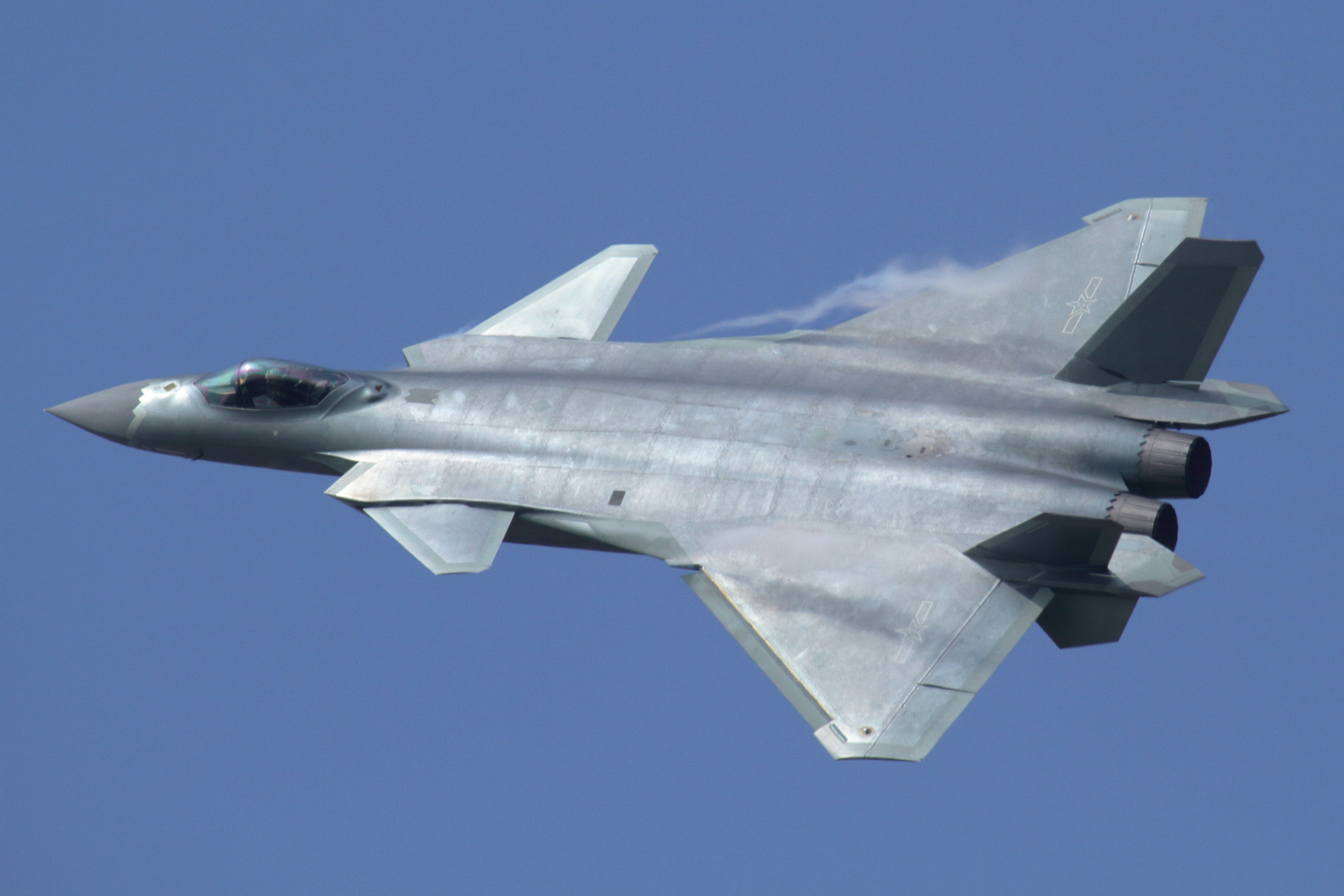
چنگدو جی-۲۰

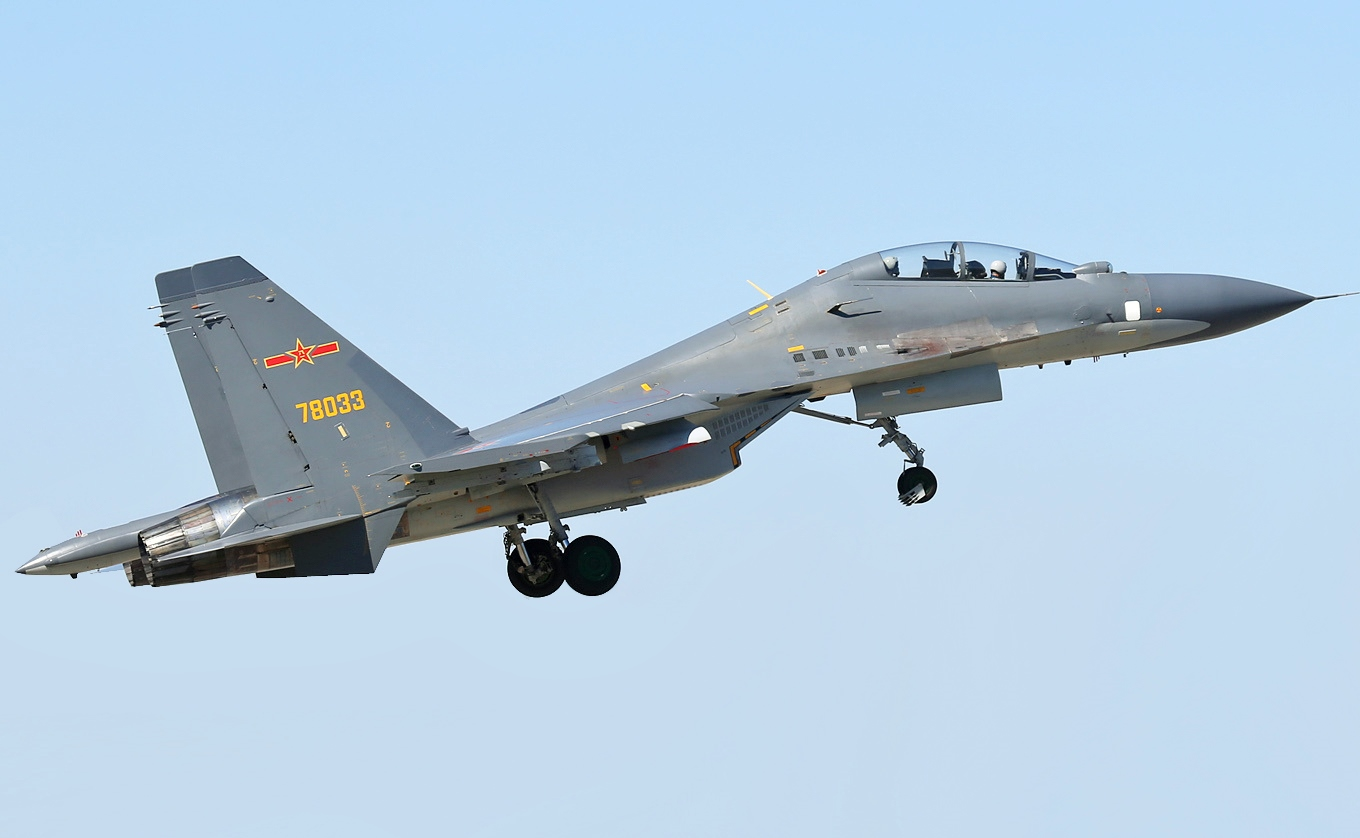
سوخو-۳۰

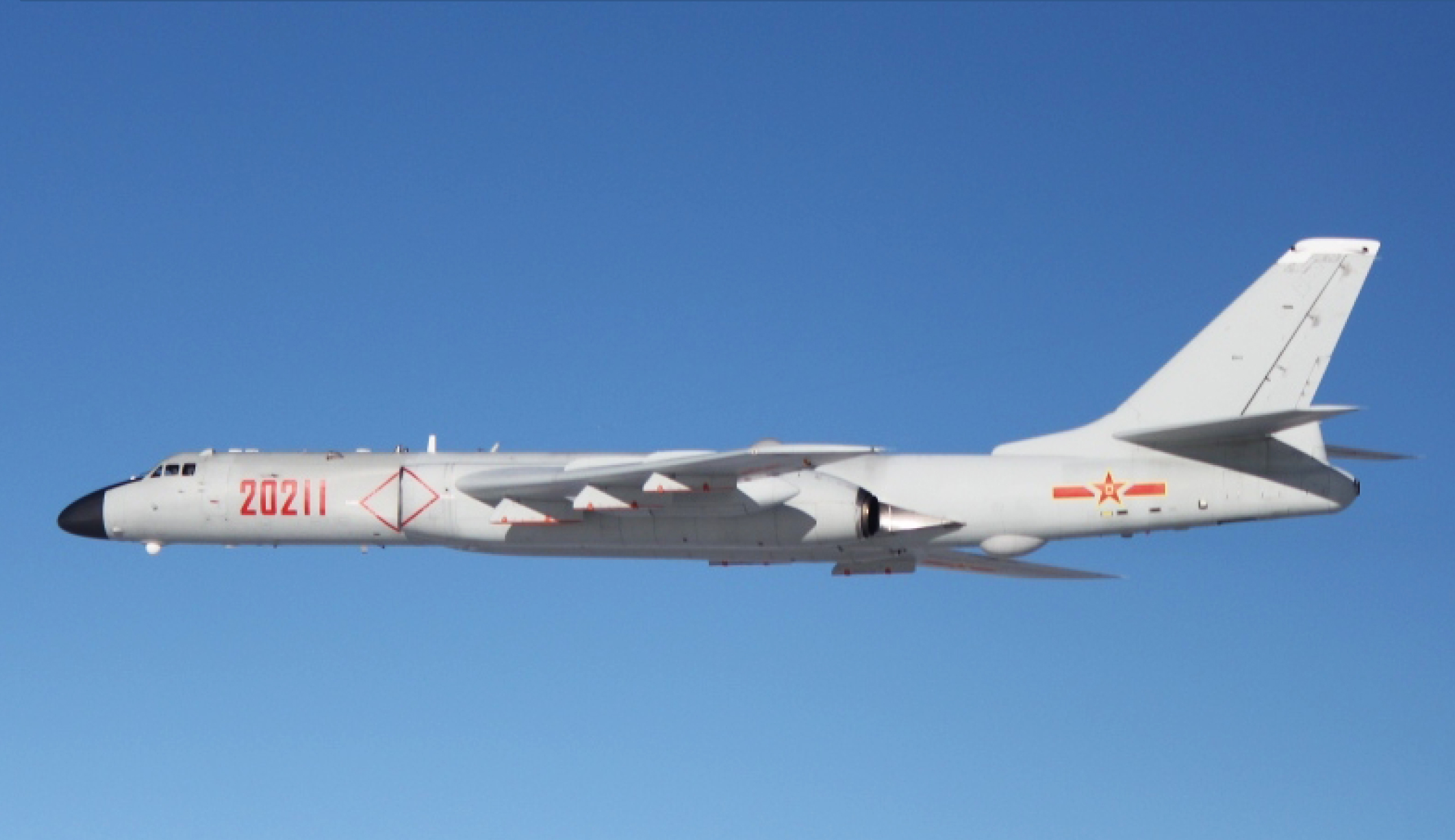
اچ-۶

| هواگرد             | سازنده   | نوع                | نسخه     | تعداد فعال | نکات                                        |          |          |
| بمب افکن           | بمب افکن | بمب افکن           | بمب افکن | بمب افکن   | بمب افکن                                    | بمب افکن | بمب افکن |
| ------------------ | -------- | ------------------ | -------- | ---------- | ------------------------------------------- | -------- | -------- |
| شیان اچ-۶          | چین      | بمب‌افکن راهبردی    |          | ۱۷۶+       | نسخه چینی توپولف تو-۱۶                      |          |          |
| شیان جی‌اچ-۷        | چین      | جنگنده-بمب‌افکن     |          | ۱۴۰        |                                             |          |          |
| جنگنده             |          |                    |          |            |                                             |          |          |
| چنگدو جی-۷         | چین      | جنگنده             |          | ۳۴۰        | نسخه چینی میگ-۲۱                            |          |          |
| چنگدو جی-۱۰        | چین      | جنگنده چندمنظوره   |          | ۵۴۸+       |                                             |          |          |
| چنگدو جی-۲۰        | چین      | جنگنده برتری هوایی |          | +۱۱۰       | هواگرد رادارگریز.                           |          |          |
| شین یانگ جی-۸      | چین      | رهگیر              |          | ۹۸         |                                             |          |          |
| شنیانگ جی-۱۱       | چین      | جنگنده برتری هوایی |          | ۴۴۰        | نوع دارای مجوز از سوخو-۲۷.                  |          |          |
| شنیانگ جی-۱۶       | چین      | جنگنده ضربتی       |          | ۱۷۲+       |                                             |          |          |
| سوخو-۲۷            | روسیه    | جنگنده برتری هوایی | Su-27UBK | ۳۲         |                                             |          |          |
| سوخو-۳۰            | روسیه    | جنگنده برتری هوایی | Su-30MKK | ۷۳         |                                             |          |          |
| سوخو-۳۵            | روسیه    | جنگنده برتری هوایی |          | ۲۴         |                                             |          |          |
| آواکس              |          |                    |          |            |                                             |          |          |
| شانشی وای-۸        | چین      | آواکس              | KJ-200   | ۱۱         |                                             |          |          |
| شانشی وای-۹        | چین      | آواکس              | KJ-500   | ۱۴         |                                             |          |          |
| ایلیوشین ایل-۷۶    | روسیه    | آواکس              | KJ-2000  | ۴          | نسخه‌ای از ایلیوشین ایل-۷۶ دارای رادار چینی. |          |          |
| شناسایی            |          |                    |          |            |                                             |          |          |
| شانشی وای-۸        | چین      | مراقبت             |          | ۱          |                                             |          |          |
| بمباردیه چلنجر ۸۵۰ | کانادا   |                    |          | ۵          |                                             |          |          |
| جنگ الکترونیک      |          |                    |          |            |                                             |          |          |
| شانشی وای-۸        | چین      | جنگ الکترونیک      |          | ۱۷         |                                             |          |          |